# Rejon wygonicki
Rejon wygonicki (ros. Вы́гоничский райо́н) – jednostka podziału administracyjnego na wschodzie obwodu briańskiego w Federacji Rosyjskiej.
Ośrodkiem administracyjnym rejonu jest osiedle typu miejskiego Wygoniczi.

## Geografia
Rejon położony jest na wschodzie obwodu briańskiego. Graniczy z rejonem żyriatińskim, briańskim, nawlińskim, trubczewskim i poczepskim. Odległość centrum administracyjnego rejonu od stolicy obwodu wynosi około 23 km.
Powierzchnia rejonu wynosi 1028 km². Główne rzeki rejonu to Desna, Łowcza, Rożok, Krupiec.
Klimat umiarkowany kontynentalny. Faunę rejonu reprezentują takie gatunki, jak wiewiórka, wilk szary, zając, lis, łoś, kuropatwa, jarząbek, głuszec. Ichtiofaunę reprezentują takie gatunki, jak leszcz, karaś, sum, szczupak, wzdręga.
Warunki klimatyczne rejonu sprzyjają działalności rolniczej oraz sadownictwu.

## Historia
Rejon powstał w 1929 roku na bazie wołostu wygonickiego w ujeździe bieżyckim. W 1932 rejon został zlikwidowany, a jego obszar podzielono między rejony briański, trubczewski i poczepski. W 1939 roku rejon został reaktywowany.
5 lipca 1944 roku na mocy dekretu Prezydium Rady Najwyższej ZSRR powołany został do życia nowy obwód briański.  W jego skład włączono wówczas m.in. rejon wygonicki.
W 1963 rejon po raz kolejny poddany został likwidacji, jednakże reaktywowano go w 1977.

## Demografia
Według spisu powszechnego w 2010 roku liczba ludności rejonu wynosiła 20 105 osób. Ludność miejska stanowiła 24,6% mieszkańców (4 945 osób). W rejonie znajdują się 83 wiejskie punkty osadnicze. Największymi wsiami rejonu są Kokino oraz Łopusz.

## Podział administracyjny
Od 2005 roku rejon podzielony jest na 9 administracji wiejskich (ros. сельское поселение) oraz 1 administrację miejską  (ros. городское поселение):
1. Wygonicka administracja miejska
2. Kokińska administracja wiejska
3. Krasnosielska administracja wiejska
4. Łopuska administracja wiejska
5. Ormieńska administracja wiejska
6. Skriabińska administracja wiejska
7. Sosnowska administracja wiejska
8. Utyńska administracja wiejska
9. Chmielewska administracja wiejska
10. Chutor-Borska administracja wiejska

## Edukacja
W miejscowości Kokino znajduje się Briańska Państwowa Akademia Rolnicza.

## Atrakcje turystyczne
Pozostałości dawnych osad i grodziska wzdłuż rzek Desna i Rewna.